# Anii 1580
Secole: Secolul al XV-lea - Secolul al XVI-lea - Secolul al XVII-lea
Decenii: Anii 1530 Anii 1540 Anii 1550 Anii 1560 Anii 1570 - Anii 1580 - Anii 1590 Anii 1600 Anii 1610 Anii 1620 Anii 1630
Ani: 1580 1581 1582 1583 1584 1585 1586 1587 1588 1589